# Episodi de Schlosshotel Orth (seconda stagione)
La seconda stagione della serie televisiva Schlosshotel Orth è stata trasmessa in anteprima in Germania dalla ZDF tra il 12 dicembre 1997 e il 16 marzo 1998.
| nº | Titolo originale               | Titolo italiano | Prima TV Germania | Prima TV Italia |
| -- | ------------------------------ | --------------- | ----------------- | --------------- |
| 1  | Das Wunder von Gmunden         | Inedito         | 12 dicembre 1997  | Inedito         |
| 2  | Verliebt, verlobt, verheiratet | Inedito         | 19 dicembre 1997  | Inedito         |
| 3  | Eine schöne Bescherung         | Inedito         | 25 dicembre 1997  | Inedito         |
| 4  | Späte Einsicht                 | Inedito         | 2 gennaio 1998    | Inedito         |
| 5  | Romeo und Julia am Traunsee    | Inedito         | 9 gennaio 1998    | Inedito         |
| 6  | Sieg der Liebe                 | Inedito         | 16 gennaio 1998   | Inedito         |
| 7  | Der Champion                   | Inedito         | 23 gennaio 1998   | Inedito         |
| 8  | Theater                        | Inedito         | 30 gennaio 1998   | Inedito         |
| 9  | Hals- und Beinbruch            | Inedito         | 6 febbraio 1998   | Inedito         |
| 10 | Das Findelkind                 | Inedito         | 13 febbraio 1998  | Inedito         |
| 11 | Brunos letzter Coup            | Inedito         | 20 febbraio 1998  | Inedito         |
| 12 | Der Teufelsrachen              | Inedito         | 27 febbraio 1998  | Inedito         |
| 13 | Familienbande                  | Inedito         | 9 marzo 1998      | Inedito         |
| 14 | Bis dass der Tod euch scheidet | Inedito         | 16 marzo 1998     | Inedito         |